# GREATEST HITS (時給800円のアルバム)
『GREATEST HITS』（グレイテスト・ヒッツ）は、時給800円のベスト・アルバム。

## 概要
- 時給800円がリリースした、最初で最後のアルバム。
- 初回盤はPV・特典映像収録のDVD付き。

## 収録曲
1. ! (0:12)
解散を告げるスタッフとメンバー驚きの声。
2. Funk 800 (4:37)
作曲:岡雄三・武藤星児・山沢大洋、編曲:武藤星児
新曲。インストゥルメンタル。
3. 死ぬほどあなたが好きだから (3:34)
作詞:鈴木みゆき、作曲:武藤星児、編曲:武藤星児
4. たまには泣いてもいいですか? (4:58)
作詞:鈴木おさむ、作曲:山沢大洋、編曲:武藤星児
5. さくらいろ (アルバムヴァージョン) (5:14)
作詞:鈴木おさむ、作曲:山沢大洋、編曲:武藤星児
6. 4つめの恋 (5:09)
作詞:鈴木おさむ、作曲:山沢大洋、編曲:武藤星児
新曲。